# Baixa maternal
La baixa maternal és una baixa laboral que agafen les dones quan estan a punt de tenir un fill. És un tipus de Permís per paternitat
Generalment la baixa maternal es pot sol·licitar unes 10 setmanes abans de la data prevista del part, perquè obligatòriament s'han de fer 6 setmanes després de parir, i a continuació rebre l'atur. Si es comença a cobrar l'atur i s'agafa després la baixa maternal, es cobra el 100% del sou però aquestes 16 setmanes d'atur compten igual, i per això no s'aprofita el temps d'atur corresponent.